# Kirkovo (obchtina)
Kirkovo (bulgare : Кирково) est une obchtina de l'oblast de Kardjali en Bulgarie.